# 陆德民
陆德民（1927年—），男，浙江宁波人，中国石油化工专业自动化专家，曾任中国石化总公司北京工程公司副总工程师、教授级高级工程师。